# Andrei Antonowitsch Gretschko

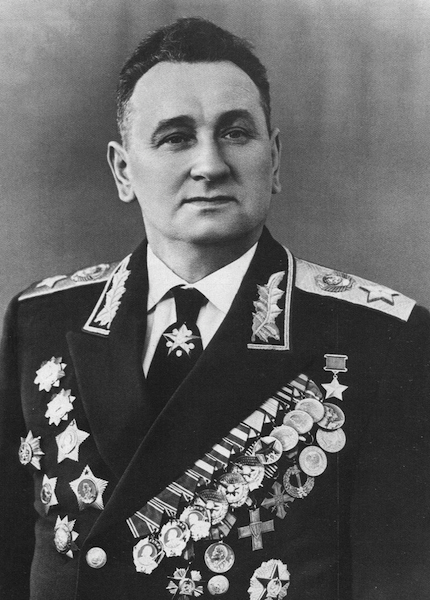
Andrei Antonowitsch Gretschko (1960)

Andrei Antonowitsch Gretschko (russisch Андрей Антонович Гречко; * 4.jul. / 17. Oktober 1903greg. im Dorf Golodajewka (heute Kuibyschewo); heute in der Oblast Rostow; † 26. April 1976 in Moskau) war ein Marschall der Sowjetunion und von 1967 bis 1976 sowjetischer Verteidigungsminister.

## Biografie

### Militärische Laufbahn
Gretschko war der Sohn ukrainischer Eltern. Er trat 1919 in die Rote Armee ein und diente in Budjonnys 1. Roter Reiterarmee. Nach dem Ende des Bürgerkrieges und nach Abschluss seiner Schulausbildung trat er 1925 in die 6. Kavallerieschule ein und schloss 1926 seine erste militärische Ausbildung ab. Er wurde 1928 Mitglied der KPdSU.
1936 besuchte er die Frunse-Militärakademie. Zu Kriegsbeginn im Juni 1941 kommandierte er die 34. Kavalleriedivision. Sie stand in der Nähe von Krementschug. Im Winter 1942 übernahm er die Führung des V. Kavalleriekorps. Ab 8. September 1942 wurde die 47. Armee, die er führte, im Raum Noworossijsk eingesetzt. Im Oktober 1942 erhielt er den Befehl über die 18. Armee und als Generalmajor am 5. Januar 1943 den Oberbefehl über die 56. Armee, die im Zuge der Nordkaukasischen Operation am 12. Februar Krasnodar zurückeroberte. Im Dezember 1943 wurde er Oberbefehlshaber der 1. Gardearmee bei der 4. Ukrainischen Front. 1944 wurde er zum Generaloberst befördert. Es folgten Kämpfe in Galizien und zum Kriegsende im tschechoslowakischen Karpatenraum.
Nach dem Krieg war er bis 1953 Befehlshaber des Kiewer Militärbezirks und von 1957 bis 1960 Oberbefehlshaber der Landstreitkräfte der UdSSR.

### Politische Laufbahn
Gretschko wurde nach Stalins Tod von 1953 bis 1957 Oberkommandierender der Gruppe der Sowjetischen Streitkräfte in Deutschland. Mit seinen Truppen wurde der Aufstand des 17. Juni 1953 niedergeschlagen. 1955 wurde er zum Marschall der Sowjetunion befördert und zugleich zum Ersten Stellvertretenden Verteidigungsminister ernannt. Er löste 1960 Marschall Konew als Oberkommandierender der Warschauer-Pakt-Truppen ab und wurde nach dem Tode von Marschall Malinowski von 1967 bis 1976 Verteidigungsminister der UdSSR. 1968 koordinierte er die Projektarbeiten zum Einmarsch der Warschauer-Pakt-Staaten in die ČSSR am 21. August 1968 zur Niederschlagung des Prager Frühlings. Von 1973 bis 1976 war er schließlich Vollmitglied im höchsten politischen Gremium der UdSSR, dem Politbüro der Kommunistischen Partei der Sowjetunion.

## Ehrungen
- Zwei Mal Held der Sowjetunion
- Sechs Leninorden
- Drei Orden des Roten Banners
- Zwei Kutusoworden
- Drei Suworow-Orden
- Viele weitere sowjetische und ausländische Orden
- Vaterländischer Verdienstorden in Gold der DDR[1]
- Seine Urne wurde an der Kremlmauer in Moskau beigesetzt
- Die Seekriegsakademie der UdSSR erhielt seinen Namen.